# آسوکا تراموتو
آسوکا تراموتو (به انگلیسی: Asuka Teramoto) ژیمناست زادهٔ ۱۹ نوامبر ۱۹۹۵ میلادی اهل کشور ژاپن است.